# ادوارد اسخیلبکس

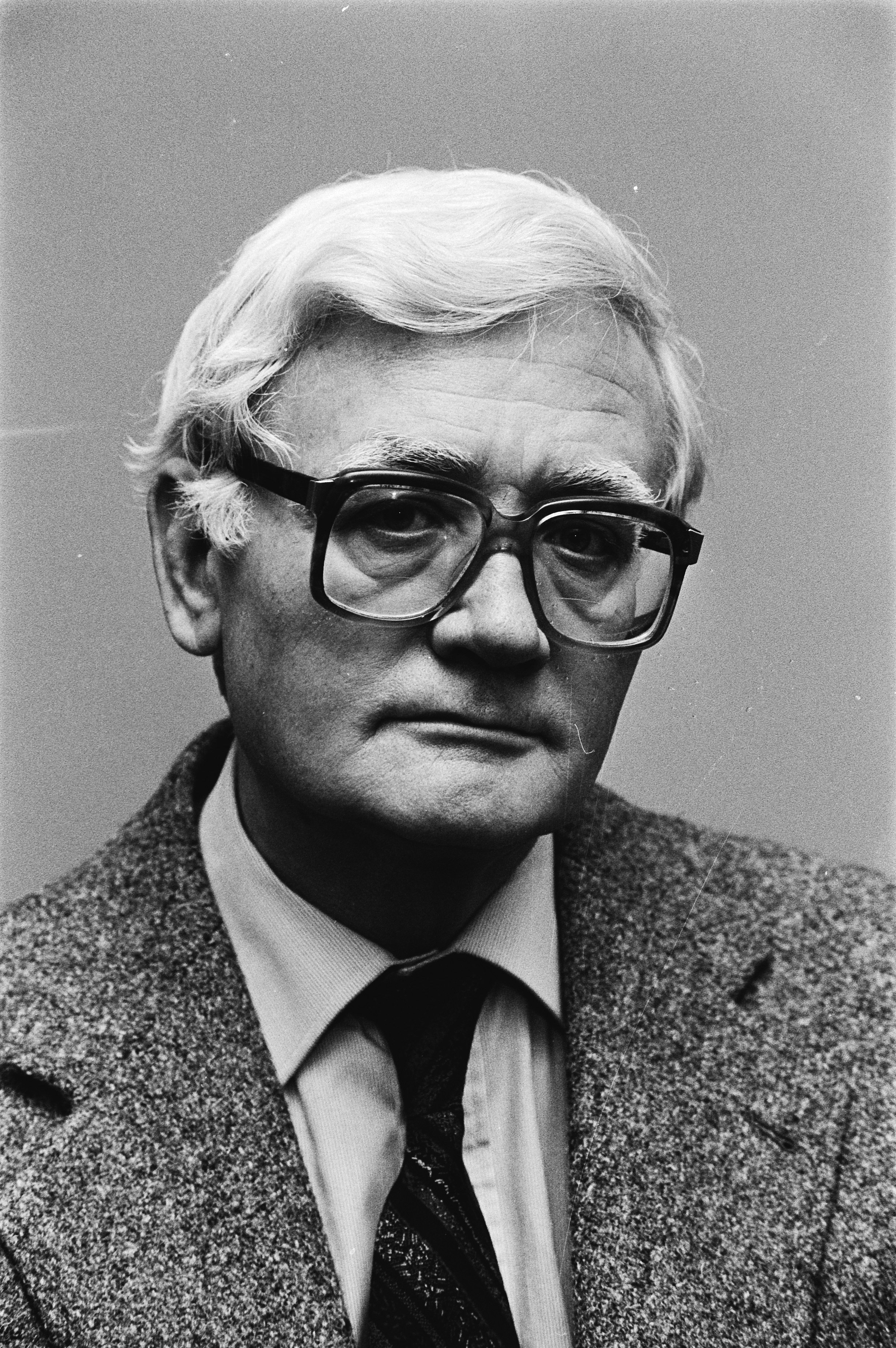
ادوارد اسخیلبکس، ۱۹۷۹

ادوارد اسخیلبکس (به هلندی: Edward Schillebeeckx) (زادهٔ ۱۲ نوامبر ۱۹۱۴ – درگذشتهٔ ۲۳ دسامبر ۲۰۰۹) الهیات‌دان کاتولیک رومی اهل بلژیک بود که در شهر آنتورپ به دنیا آمد. او در دانشگاه کاتولیک در شهر نیمیخن تدریس کرد.
اسخیلبکس عضو فرقه دومینیکن بود. کتاب‌هایش در رشتهٔ الهیات به زبان‌های گوناگون ترجمه شده و مشارکتش در شورای دوم واتیکان موجب شناخته شدنش در سراسر جهان گردید.

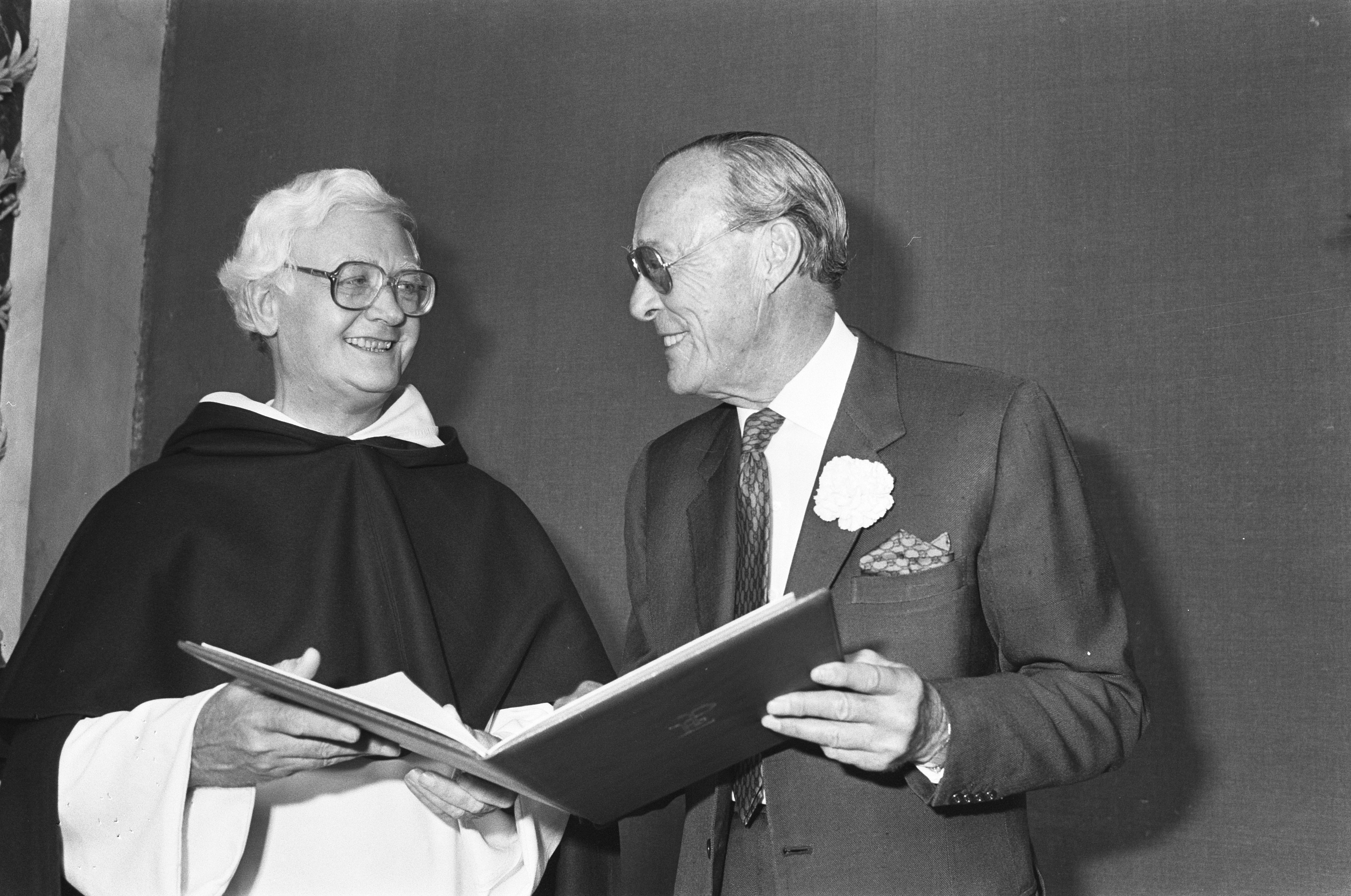
پروفسور ادوارد اسخیلبکس با جایزهٔ اِراسموس و شاهزاده برنارد

تا زمان مرگش در شهر نیمیخن هلند -که تا زمان بازنشستگی‌اش در دانشگاه کاتولیک آنجا تدریس می‌کرد- زندگی کرد. در سال ۱۹۸۲ جایزهٔ اِراسموس و در سال ۱۹۸۹ (به‌عنوان تنها الهیات‌دان) جایزه قلم پَر غاز طلایی را دریافت کرد.